# QueerVS
QueerVS (précédemment Alpagai) est un centre LGBT valaisan. Constitué en association, il regroupe des personnes concernées par les questions d'identité de genre et d'orientation sexuelle. 
Ses prestations comprennent des actions de prévention et de promotion de la santé, des conseils, un soutien, ainsi qu'une permanence, un accueil et des groupes de parole. 
Il organise également diverses activités impliquant la communauté LGBTIQA+ ainsi que des événements destinés à leurs proches.

## Historique
L'association Alpagai est fondée le 16 décembre 1994 à Sion. Elle est reconnue d'utilité publique par le canton du Valais le 27 septembre 2022.
En 2018, l'association est confrontée à des difficultés financières et lance une cagnotte participative sur WeMakeIt pour se sauver. Elle réussit à récolter 5 000 francs. Une assemblée générale extraordinaire a lieu dans la foulée pour élire un nouveau comité central.
En 2019, l'association inaugure un nouveau local à Sion à l'avenue Ritz 33. Elle propose, à partir du mois d'octobre 2022, une rencontre mensuelle d'un nouveau groupe pour les jeunes LGBTIQ+ à Monthey, dans les locaux du service jeunesse Soluna.

### Manifestations, expositions et autres
Elle joue un rôle actif dans l'organisation de la Lesbian and Gay Pride & Friends à Sion en juin 2001.
En 2008, la collaboration entre l'association et le centre artistique Ferme-Asile à Sion aboutit à la mise sur pied d'une exposition éducative intitulée « Enlevez les étiquettes ! », conçue par l'association Dialogai.
Elle réalise en 2019 un court métrage portant sur des témoignages de Valaisans non binaires.
En août 2021, QueerVS mène une campagne sur les marchés du canton, comme celui de Martigny, en utilisant son drapeau, afin de sensibiliser à la votation du 26 septembre sur le mariage entre personnes de même sexe en Suisse.
En 2022, Flora Gagnerie propose le projet d'une bibliothèque LBTQ+ valaisanne dans le cadre de l’incubateur de projets BØWIE creators et remporte un prix pour son initiative. Cette bibliothèque tire son nom de deux termes permettant de faire le lien entre modernité et tradition  : « queer », qui englobe les minorités de genre et sexuelles, réapproprié de manière positive après avoir été une insulte, et « Pâdze », un mot en patois franco-provençal signifiant « page ».
En 2024, l’association valaisanne Alpagai devient « Queer VS » pour refléter une plus grande inclusivité envers les minorités LGBTQIA+. Ce changement accompagne la Pride Valais/Wallis et vise à renforcer la visibilité et la lutte contre les discriminations.